# European Clean-Up Day
Lo European Clean-Up Day è una giornata di pulizia dai rifiuti che si svolge contemporaneamente in diversi Paesi europei. Questo evento, organizzato con cadenza annuale a partire dal 2014 e coordinato a livello europeo, rientra nell'ambito della Settimana europea per la riduzione dei rifiuti, un'iniziativa di sensibilizzazione ambientale finanziata dal Programma LIFE+ della Commissione europea. In occasione dello European clean-up day cittadini, associazioni e istituzioni dei Paesi europei sono invitati a organizzare e/o prendere parte a eventi di pulizia di uno spazio pubblico (un parco, una piazza, una strada, una spiaggia ecc…) della durata di un giorno (o di pochi giorni consecutivi). Lo European Clean-Up Day nasce con lo scopo di sensibilizzare i cittadini europei sul problema dell'abbandono dei rifiuti in natura e contribuire alla loro riduzione. Per dare visibilità a questo evento viene organizzata ogni anno una campagna di comunicazione nota come Let’s Clean Up Europe che vuol essere una sorta di call to action rivolta ai cittadini auropei. 

## Edizioni

### Edizione 2014[2]
La prima edizione dello European Clean-Up Day si è svolta il giorno 10 maggio 2014 (con estensioni dal 3 al 17 maggio 2014). Il numero di azioni di pulizia registrate è stato pari a 3.916. Si stima che tali azioni abbiano coinvolto un totale di 400.000 persone e abbiano consentito la raccolta di 2.600 tonnellate di rifiuti. I Paesi coinvolti sono stati 23 (Finlandia, Norvegia, Svezia, Regno Unito, Irlanda, Paesi Bassi, Belgio, Francia, Spagna, Portogallo, Italia, Malta, Austria, Slovenia, Ungheria, Polonia, Lettonia, Romania, Bosnia ed Erzegovina, Serbia, Romania, Bulgaria, Grecia). La maggior parte delle azioni si sono svolte in Ungheria (1800). Gli altri Paesi che si sono distinti per numero di azioni implementate sono stati Regno Unito (548), Norvegia (430), Italia (137), Spagna (132), Grecia (130) e Svezia (128).

### Edizione 2015[3]
La seconda edizione dello European Clean-Up Day si è svolta fra il 3 e il 17 maggio 2015 (con un focus nei giorni compresi fra l'8 e il 10 maggio 2015).
Il numero di azioni di pulizia registrate è stato pari a 3.383. Si stima che tali azioni abbiano coinvolto un totale di 538.514 persone e abbiano consentito la raccolta di 3.640 tonnellate di rifiuti. I Paesi coinvolti sono stati 22 alcuni dei quali al di fuori dei confini europei: Svezia, Lettonia, Regno Unito, Paesi Bassi, Belgio, Germania, Repubblica Ceca, Austria, Slovenia, Ungheria, Romania, Serbia, Bulgaria, Grecia, Italia, Francia, Spagna, Portogallo, Andorra, Turchia, Tunisia, Polinesia Francese. L'Ungheria si conferma, anche in questa edizione, al primo posto per numero di azioni (1590) seguita poi da Regno Unito (455), Italia (375), Bulgaria (368), Germania (188), Spagna (132) e Grecia (128).

## Lo European Clean-Up Day in Italia
Lo European Clean-Up Day in Italia è coordinato dal Ministero dell’ambiente e della tutela del territorio e del mare con il supporto del Comitato Italiano promotore della Settimana europea per la riduzione dei rifiuti di cui fanno parte lo stesso Ministero dell'Ambiente, Utilitalia, la Città metropolitana di Roma Capitale, la Città metropolitana di Torino, l'ANCI (Associazione Nazionale Comuni Italiani), Legambiente, AICA (Associazione Internazionale per la Comunicazione Ambientale) e l'UNESCO come invitato permanente.
Nell'edizione 2014 dello European Clean-Up Day l'Italia è stato uno dei Paesi che hanno registrato il maggior numero di azioni, per un totale di 137, 50 delle quali realizzate da enti locali, 7 da imprese, 3 da istituti scolastici, 53 da Associazioni, 16 da cittadini e 8 da altre categorie di action developer. Le Regioni che hanno riportato il maggior numero di azioni sono state Lazio (19), Campania (15), Piemonte (12), Puglia (12) e Sicilia (12). Nel complesso le azioni realizzate hanno visto una partecipazione di circa 433.000 persone per un totale di rifiuti raccolti pari a circa 21 tonnellate.
Nell’edizione 2015 l’Italia si conferma uno dei Paesi con il più alto numero di azioni di pulizia registrate sotto la bandiera di Let’s Clean Up Europe per un totale di 375. Queste azioni, complessivamente considerate, hanno visto la partecipazione di oltre 18.800 persone le quali hanno raccolto più di 130 tonnellate di rifiuti. 194 di queste azioni sono state realizzate da imprese, 79 da Pubbliche Amministrazioni, 67 da associazioni, 18 da cittadini, 7 da istituti scolastici e 10 da altre categorie di action developer. In questa edizione le Regioni con il maggior numero di azioni sono state: Piemonte (64), Lazio (53), Lombardia (30) Campania (29), Sicilia (25) e Toscana (24). 
Per l'edizione 2015 dello European Clean-Up Day AICA (Associazione Internazionale per la Comunicazione Ambientale) in collaborazione con il Ministero dell’ambiente e della tutela del territorio e del mare ha organizzato un evento centrale nazionale: l'eco-trail Keep Clean And Run (Pulisci e Corri). I due protagonisti, al contempo runner e testimonial ambientali (Roberto Cavallo e Oliviero Alotto), hanno raccolto i rifiuti abbandonati lungo un percorso di 400 chilometri fra Valle d'Aosta e Liguria, con un breve passaggio in Francia che li ha visti impegnati per otto giorni consecutivi (8-16 maggio 2015). Grazie alla collaborazione di enti locali, partner tecnici, sponsor e testimonial del mondo della politica, dello sport e dello spettacolo e alla copertura mediatica ottenuta, questo evento ha incrementato considerevolmente la visibilità dello European Clean-Up Day fra il pubblico italiano, contribuendo anche ad aumentare il numero di partecipanti e la quantità di rifiuti raccolti a livello nazionale. 